# Estrées-la-Campagne
Estrées-la-Campagne est une commune française, située dans le département du Calvados en région Normandie, peuplée de 252 habitants.

## Géographie

### Hydrographie
La commune est située dans le bassin Seine-Normandie. Elle n'est drainée par aucun cours d'eau,.

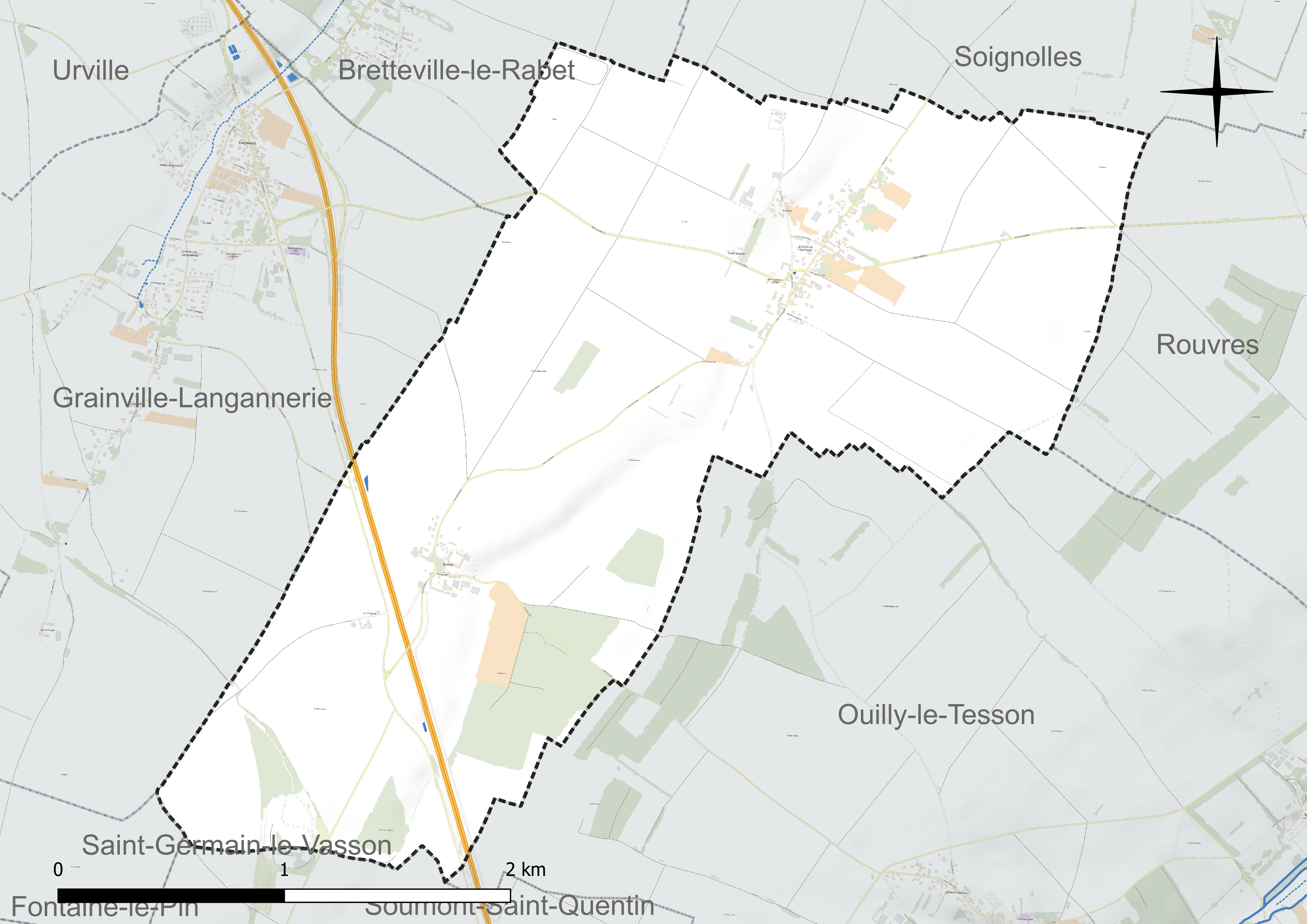
Réseau hydrographique d'Estrées-la-Campagne.

### Climat
Pour des articles plus généraux, voir Climat de la Normandie et Climat du Calvados.
En 2010, le climat de la commune est de type climat océanique altéré, selon une étude du CNRS s'appuyant sur une série de données couvrant la période 1971-2000. En 2020, Météo-France publie une typologie des climats de la France métropolitaine dans laquelle la commune est exposée à un climat océanique et est dans la région climatique  Normandie (Cotentin, Orne), caractérisée par une pluviométrie relativement élevée (850 mm/a) et un été frais (15,5 °C) et venté. Parallèlement le GIEC normand, un groupe régional d'experts sur le climat, différencie quant à lui, dans une étude de 2020, trois grands types de climats pour la région Normandie, nuancés à une échelle plus fine par les facteurs géographiques locaux. La commune est, selon ce zonage, exposée à un « climat des plateaux abrités », correspondant à la plaine agricole de Caen à Falaise, sous le vent des collines de Normandie et proche de la mer, se caractérisant par une pluviométrie et des contraintes thermiques modérées.
Pour la période 1971-2000, la température annuelle moyenne est de 10,3 °C, avec  une amplitude thermique annuelle de 12,4 °C. Le cumul annuel moyen de précipitations est de 736 mm, avec 11,9 jours de précipitations en janvier et 7,5 jours en juillet. Pour la période 1991-2020, la température moyenne annuelle observée sur la station météorologique la plus proche, située sur la commune de Saint-Sylvain à 5 km à vol d'oiseau, est de 11,5 °C et le cumul annuel moyen de précipitations est de 681,2 mm,. Pour l'avenir, les paramètres climatiques de la commune estimés pour 2050 selon différents scénarios d'émission de gaz à effet de serre sont consultables sur un site dédié publié par Météo-France en novembre 2022.

## Urbanisme

### Typologie
Au 1er janvier 2024, Estrées-la-Campagne est catégorisée commune rurale à habitat dispersé, selon la nouvelle grille communale de densité à 7 niveaux définie par l'Insee en 2022.
Elle est située hors unité urbaine. Par ailleurs la commune fait partie de l'aire d'attraction de Caen, dont elle est une commune de la couronne,. Cette aire, qui regroupe 296 communes, est catégorisée dans les aires de 200 000 à moins de 700 000 habitants,.

### Occupation des sols
L'occupation des sols de la commune, telle qu'elle ressort de la base de données européenne d'occupation biophysique des sols Corine Land Cover (CLC), est marquée par l'importance des territoires agricoles (92,2 % en 2018), en diminution par rapport à 1990 (95,6 %). La répartition détaillée en 2018 est la suivante : 
terres arables (90,5 %), forêts (4,4 %), zones urbanisées (3,4 %), zones agricoles hétérogènes (1,7 %). L'évolution de l'occupation des sols de la commune et de ses infrastructures peut être observée sur les différentes représentations cartographiques du territoire : la carte de Cassini (XVIIIe siècle), la carte d'état-major (1820-1866) et les cartes ou photos aériennes de l'IGN pour la période actuelle (1950 à aujourd'hui).

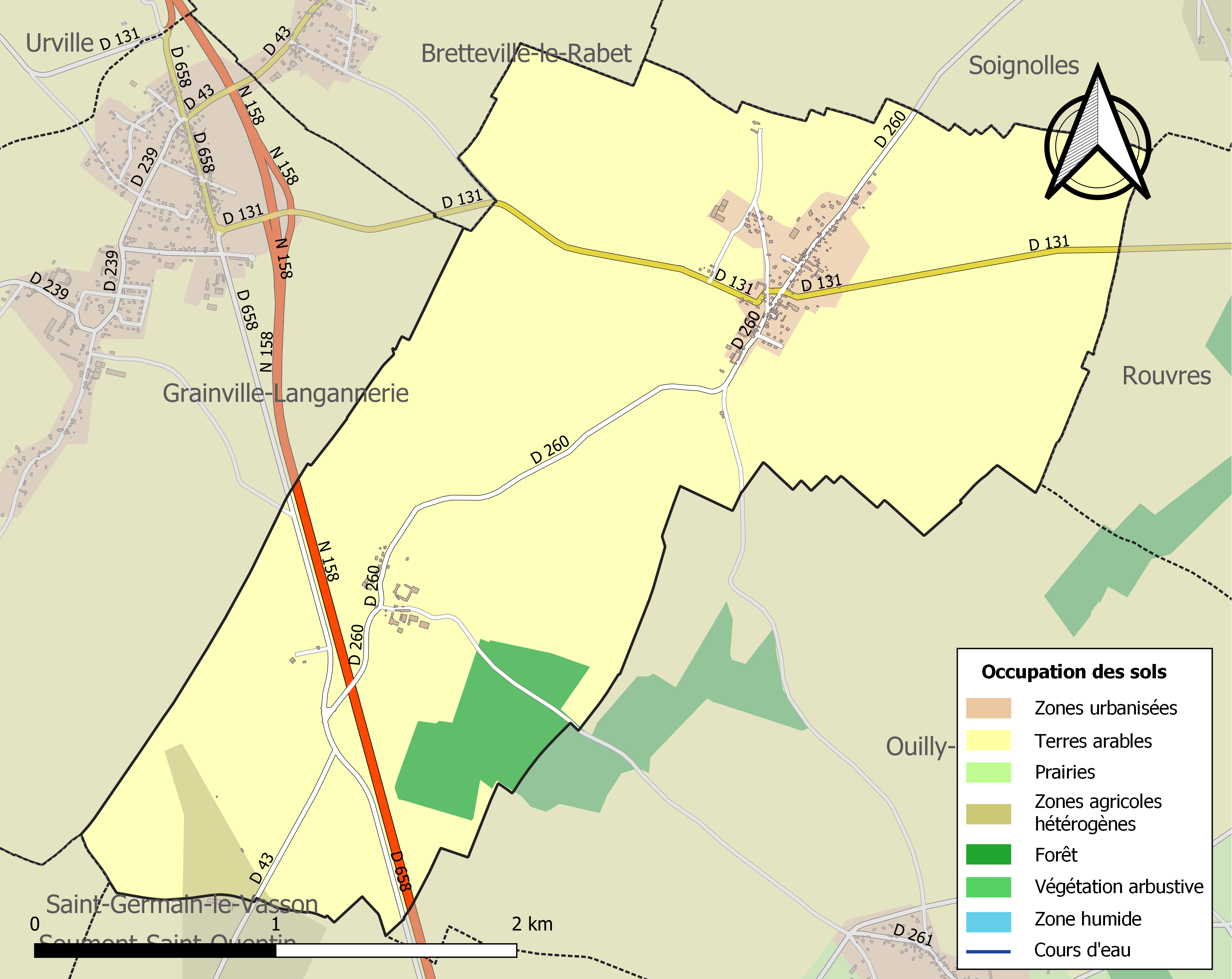
Carte des infrastructures et de l'occupation des sols de la commune en 2018 (CLC).

## Toponymie
Le nom de la localité est attesté sous les formes Stratæ, Estreæ in Oximino et Estreis en 1198 ; Estrées en 1250 ; Estrais et Estrés en 1586 ; Estraits  en 1750 ; Estreez la Campagne au XVIIIe siècle (Cassini).
Le nom Estrées est un terme d'ancien français, issu du latin strata (via), qui désignait une « voie couverte de pierres plates », par opposition à rupta (via) > route. Il s'est conservé dans la plupart des langues romanes (cf. l'italien et le roumain strada) et a été emprunté par le germanique (cf. l'anglais street, l'allemand Straße et le néerlandais straat). Le mot estrée a disparu du français à la fin du Moyen Âge, mais il demeure dans un grand nombre de toponymes, particulièrement dans le Nord de la France, signalant la proximité d'une voie romaine. Une voie romaine appelée Chemin Haussé traverse la commune au nord-est.
Le déterminant complémentaire -la-Campagne désigne la plaine de Caen, partie du Bessin. Il s'agit de la forme dialectale correspondant à l'ancien français champagne, champaigne, resté comme nom de région (cf. la Champagne). Le terme normanno-picard campagne est passé en français.

## Politique et administration
| Période                                  | Période      | Identité        | Étiquette | Qualité              |
| ---------------------------------------- | ------------ | --------------- | --------- | -------------------- |
| 1989                                     | juillet 2020 | Gilles Lefebvre | SE        | Journaliste          |
| juillet 2020                             | En cours     | Alain Leprince  | SE        | Cadre socio-éducatif |
| Les données manquantes sont à compléter. |              |                 |           |                      |

## Démographie
L'évolution du nombre d'habitants est connue à travers les recensements de la population effectués dans la commune depuis 1793. Pour les communes de moins de 10 000 habitants, une enquête de recensement portant sur toute la population est réalisée tous les cinq ans, les populations de référence des années intermédiaires étant quant à elles estimées par interpolation ou extrapolation. Pour la commune, le premier recensement exhaustif entrant dans le cadre du nouveau dispositif a été réalisé en 2007.
En 2022, la commune comptait 252 habitants, en évolution de +2,86 % par rapport à 2016 (Calvados : +1,58 %, France hors Mayotte : +2,11 %).
| 1793 | 1800 | 1806 | 1821 | 1831 | 1836 | 1841 | 1846 | 1851 |
| ---- | ---- | ---- | ---- | ---- | ---- | ---- | ---- | ---- |
| 320  | 326  | 333  | 288  | 301  | 385  | 374  | 345  | 383  |

| 1856 | 1861 | 1866 | 1872 | 1876 | 1881 | 1886 | 1891 | 1896 |
| ---- | ---- | ---- | ---- | ---- | ---- | ---- | ---- | ---- |
| 359  | 353  | 327  | 296  | 293  | 281  | 264  | 246  | 207  |

| 1901 | 1906 | 1911 | 1921 | 1926 | 1931 | 1936 | 1946 | 1954 |
| ---- | ---- | ---- | ---- | ---- | ---- | ---- | ---- | ---- |
| 214  | 227  | 222  | 178  | 198  | 198  | 199  | 159  | 143  |

| 1962 | 1968 | 1975 | 1982 | 1990 | 1999 | 2006 | 2007 | 2012 |
| ---- | ---- | ---- | ---- | ---- | ---- | ---- | ---- | ---- |
| 158  | 170  | 172  | 168  | 158  | 176  | 201  | 205  | 236  |

| 2017 | 2022 | - | - | - | - | - | - | - |
| ---- | ---- | - | - | - | - | - | - | - |
| 248  | 252  | - | - | - | - | - | - | - |

## Lieux et monuments
- Monument Worthington Force. Situé sur la D 131, entre Estrées-la-Campagne et Maizières, ce monument célèbre la mémoire de la Worthington Force. Commandé par le lieutenant colonel Worthington, ce groupe blindé fut presque entièrement anéanti par un Kampfgruppe de la 12e Panzerdivision SS Hitlerjugend le 9 août 1944 sur la cote 111 ; 43 chars britanniques furent détruits et une centaine de soldats tués dont le lieutenant colonel Worthington.
- Église du Quesnay. L'église fut construite à la fin du XIIe siècle, mais les baies datent du XVIIIe siècle. Dépendante du diocèse de Sées, elle fut offerte en patronage à l'abbaye Saint-Martin de Troarn vers 1180 par Goscelin de Varaville. La nef a été détruite pendant les bombardements de 1944 lors de la bataille de Normandie. Le clocher, le chœur et les vestiges de la nef sont inscrits au titre des monuments historiques depuis 1964[25].
- Église Notre-Dame-Saint-Jean qui fait l'objet d'un recensement à l'inventaire général du patrimoine culturel[26].
- Le Chemin Haussé ou chemin du Duc-Guillaume, qui fait l'objet d'un recensement à l'inventaire général du patrimoine culturel[27].

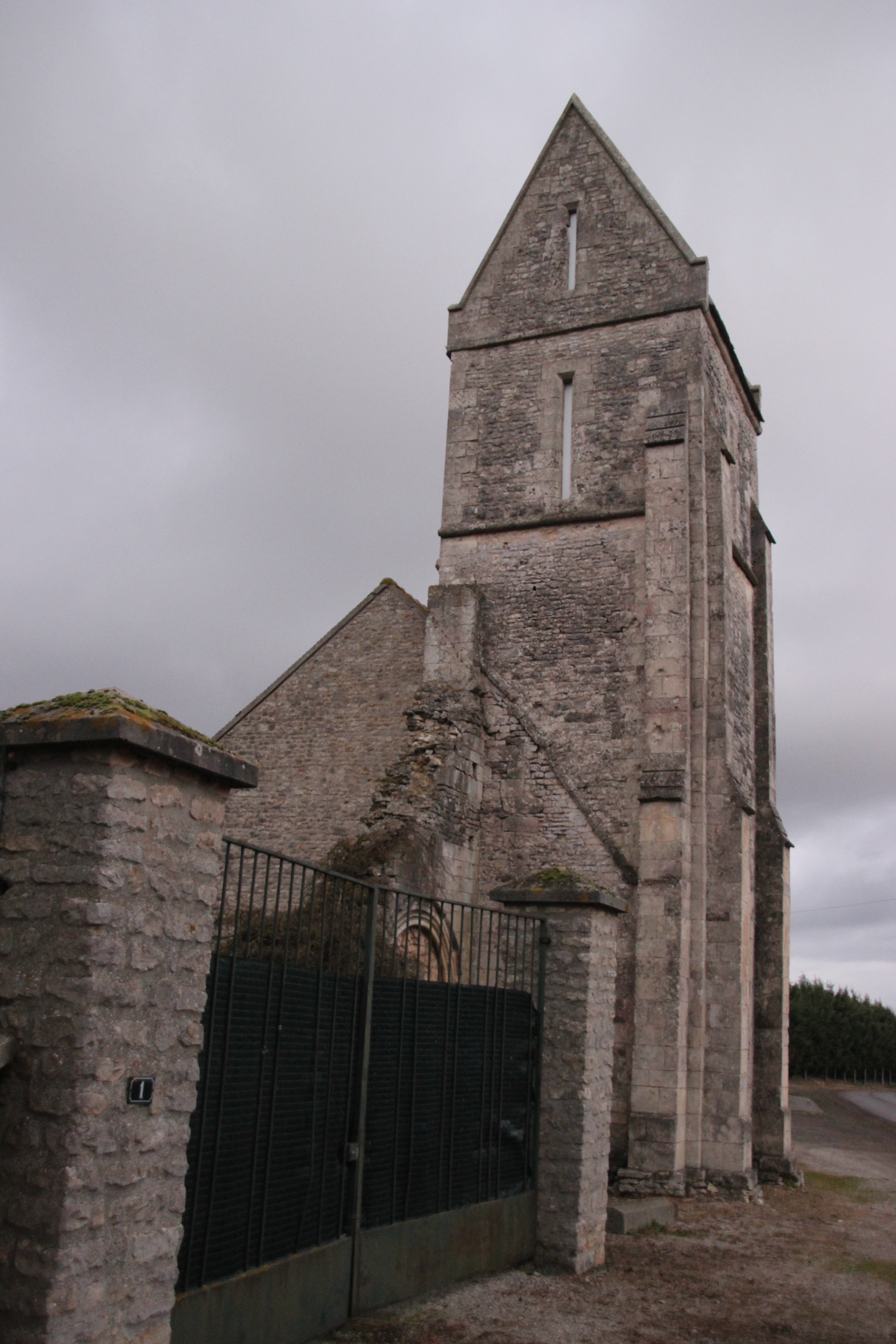
Vue générale de l'église Notre-Dame de Quesnay.
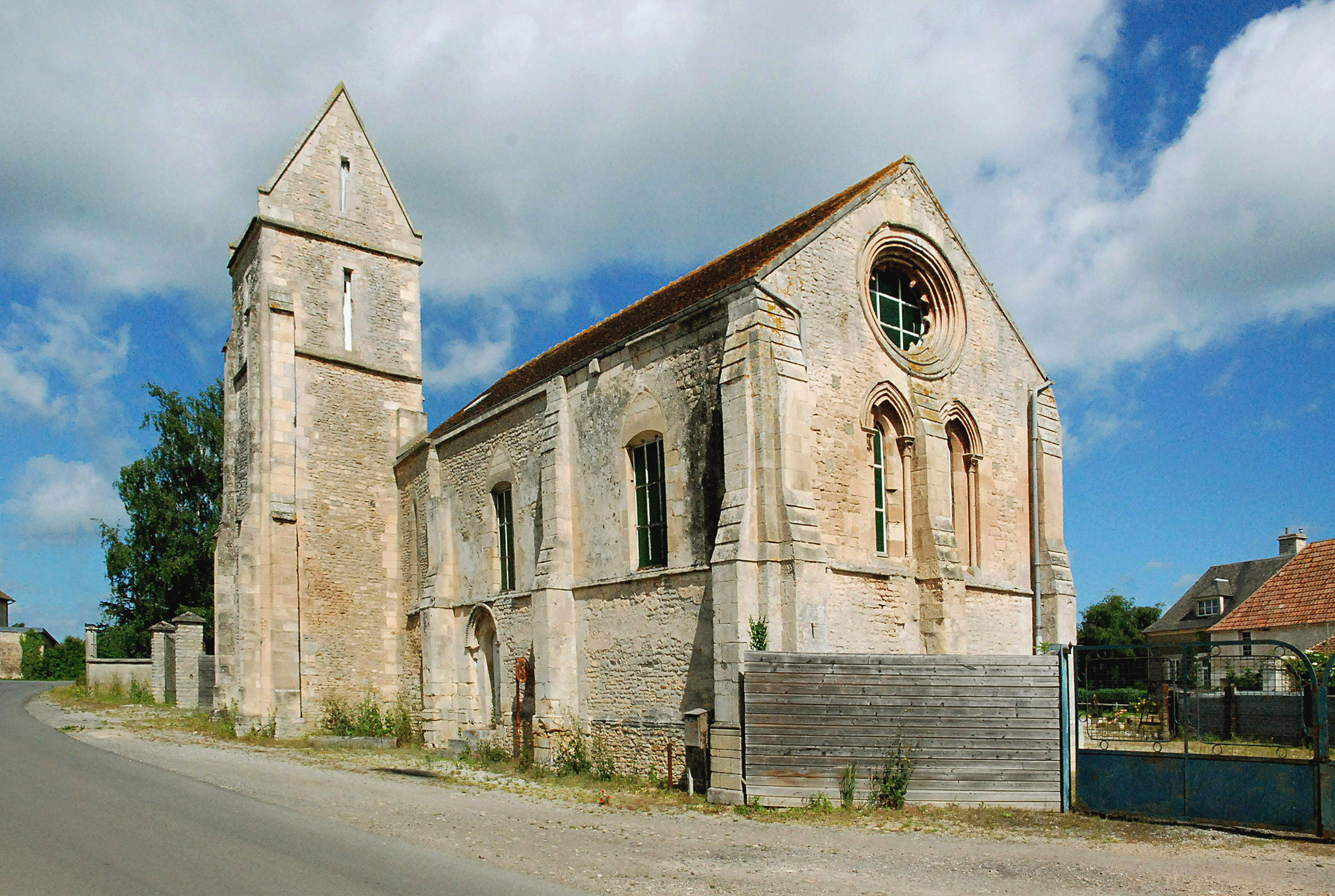
L'église Notre-Dame de Quesnay. Vue sud-est.
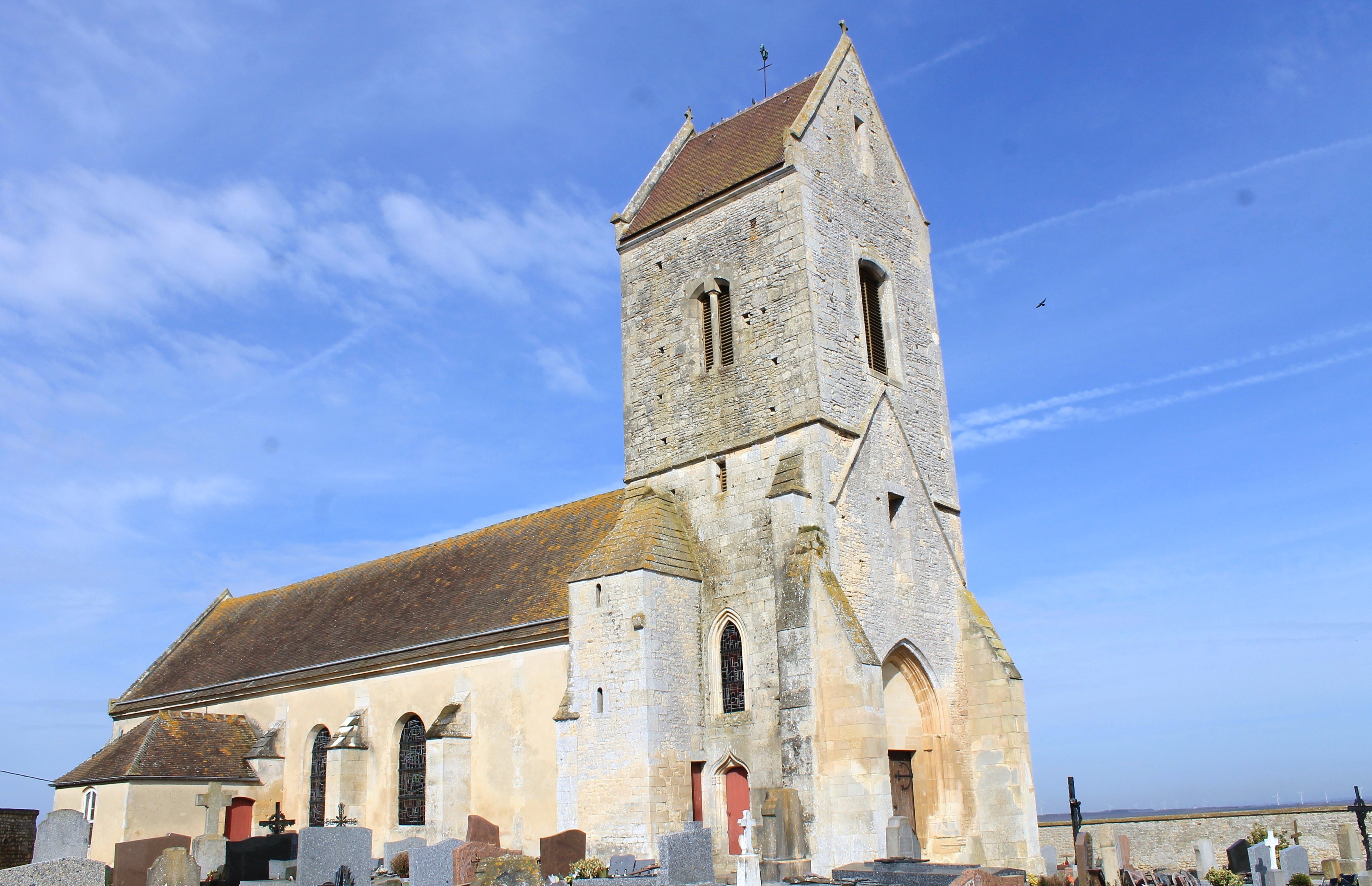
L'église Notre-Dame-Saint-Jean.
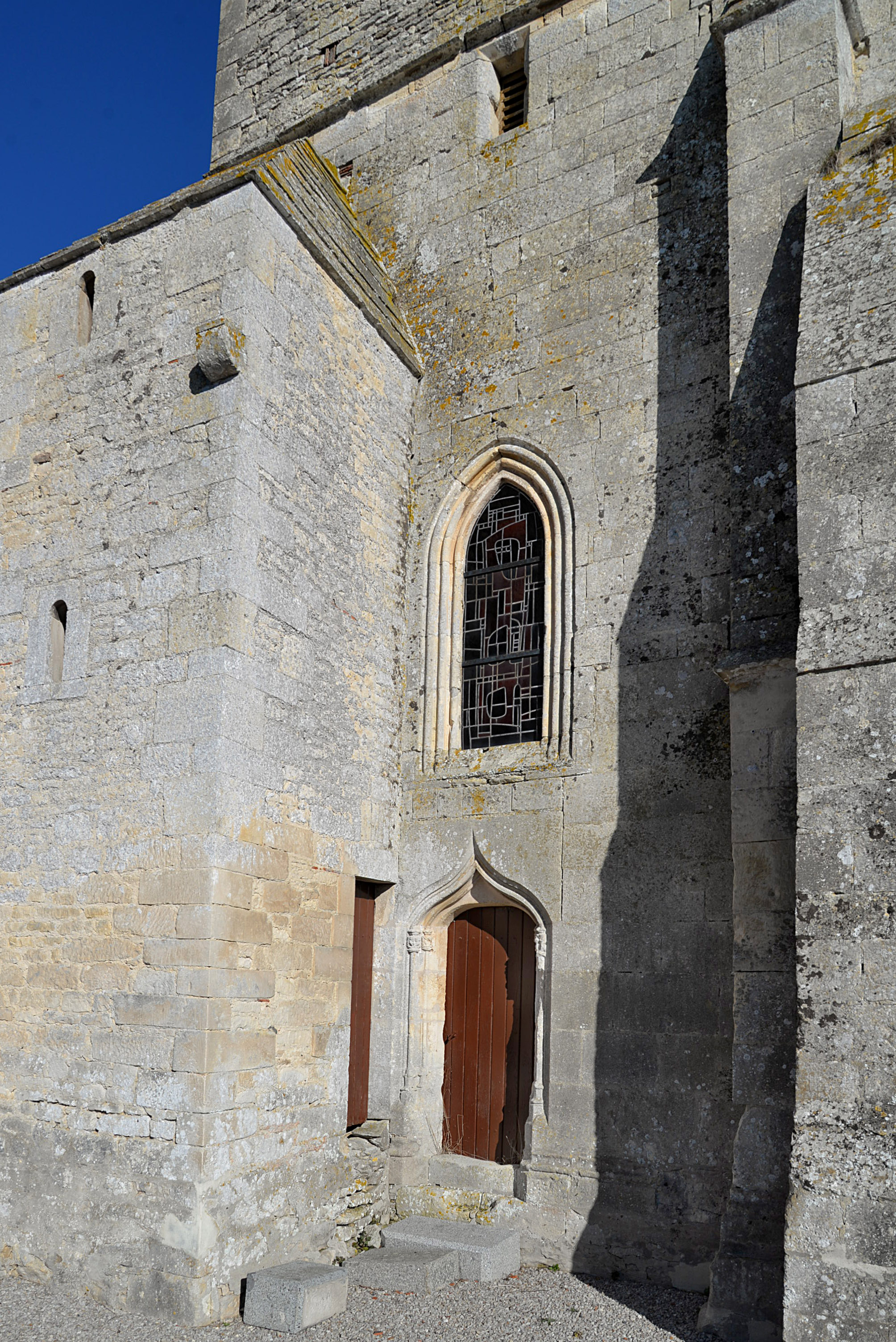
Base du clocher de l'église Notre-Dame-Saint-Jean.
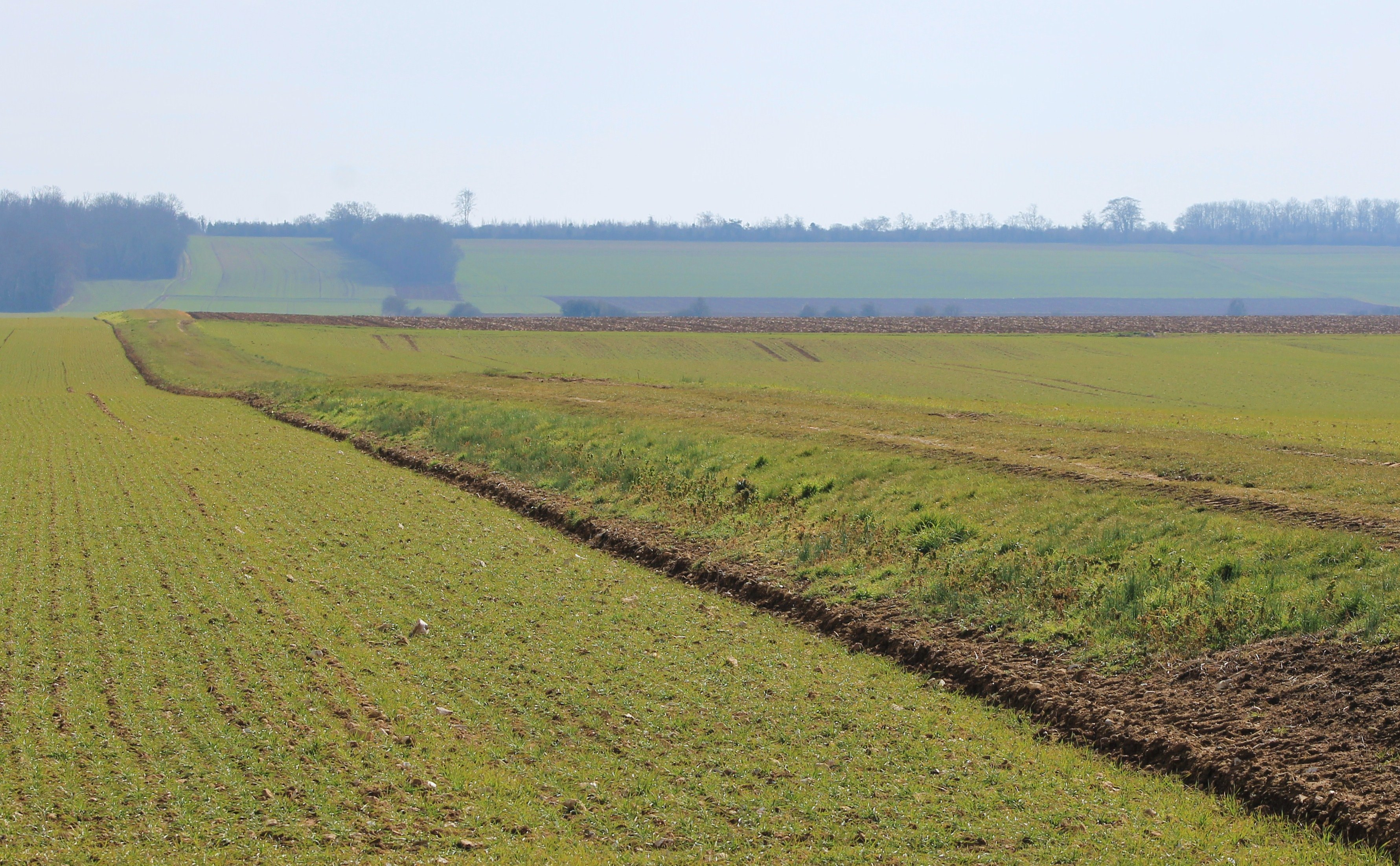
Le Chemin Haussé.